# Geografie van Oostenrijk

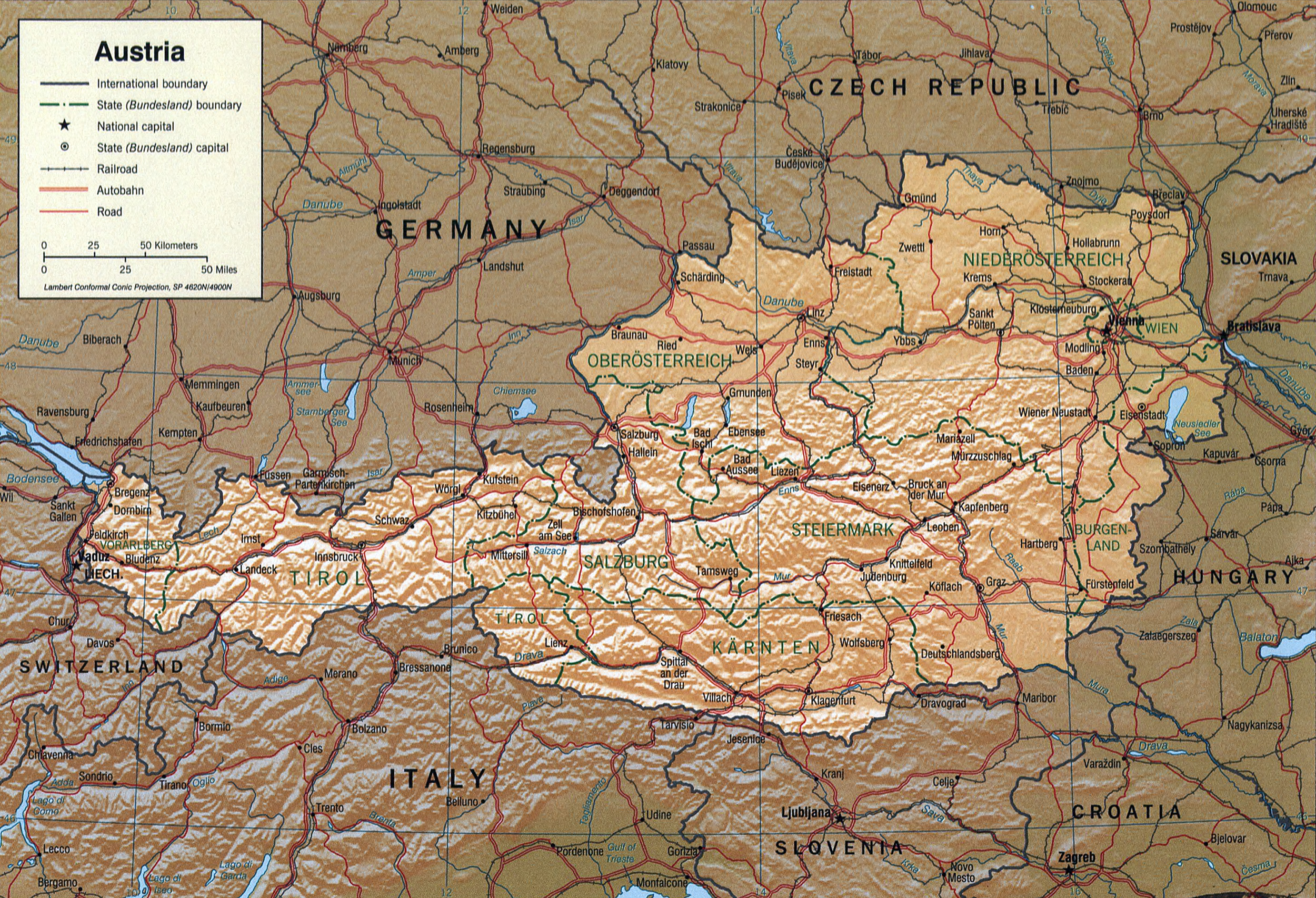
Reliëfkaart

De volgende tabel bevat basisgegevens over de geografie van Oostenrijk.
| Locatie:                   | Centraal-Europa, ten noorden van Italië en Slovenië |
| Geografische coördinaten:  | 47 20 N, 13 20 O |
| Continent:                 | Europa |
| Oppervlakte:               | totaal: 83.858 km² |
| – water:                   | 1120 km² |
| – land:                    | 82.738 km² |
| Landsgrenzen:              | totaal: 2562 km |
| Grenslanden:               | Tsjechië 362 km, Duitsland 784 km, Hongarije 366 km, Italië 430 km, Liechtenstein 35 km, Slowakije 91 km, Slovenië 330 km, Zwitserland 164 km |
| Kustlijn:                  | 0 km (geheel door land omgeven) |
| Klimaat:                   | gematigd; continentaal, bewolkt; koude winters met frequente regen in laagland en sneeuw in bergen; koele zomers met periodieke regenbuien |
| Terrein:                   | in het westen en zuiden veel bergen (Alpen); langs de oostelijke en noordelijke grenzen vlak of licht glooiend |
| Uitersten (hoogte):        | |
| – laagste punt:            | Neusiedler Meer 115 m |
| – hoogste punt:            | Großglockner 3798 m |
| Natuurlijke rijkdommen:    | ijzererts, olie, hout, magnesiet, lood, steenkool, bruinkool, koper, waterkracht |
| Landgebruik:               | akkerland: 16,89% permanente gewassen: 0,99% andere: 82,12% (1998) geïrrigeerd land: 457 km² (2000) |
| Natuurlijke gevaren:       | aardverschuivingen; lawines; aardbevingen |
| Milieu - huidige kwesties: | enige bosdegradatie veroorzaakt door lucht- en grondverontreiniging; gevolgen van grondverontreiniging door het gebruik van landbouwchemische producten; luchtvervuilingsconsequenties van emissies door steenkool en oliegestookte energiecentrales en industriële platforms en van vrachtwagens die door Oostenrijk rijden tussen noordelijk en zuidelijk Europa |
| Noot:                      | geheel door land omgeven; strategische plaats in Midden-Europa met vele alpiene passen en valleien; de belangrijke rivier is de Donau; de bevolking is geconcentreerd op de oostelijke laaglanden wegens steile hellingen, slechte gronden, en lage temperaturen elders                                                                                            |

Geografie · Bevolking · Overheid · Economie · Vervoer · Defensie